# Jazzsamlingerne ved Syddansk Universitetsbibliotek
Jazzsamlingerne ved Syddansk Universitetsbibliotek (SDUB) i Odense har ved forskellige donationer og erhvervelser siden 1997 fået status som et spændende jazzarkiv, der henvender sig til særligt interesserede jazzforskere og musikformidlere. Grundstammen blev lagt, da biblioteket i juli 1997 modtog en række samlinger fra det daværende Det Danske Jazzcenter, da dette måtte ophøre med sin virksomhed.
Store dele af samlingerne blev overført til det daværende Odense Universitetsbibliotek – herunder Centerets offentlige samling, Timme Rosenkrantz’ Samling, Ben Websters Samling, Radio Jazz’ Samling og Erik Lindemanns Samling – en mindre del kom til Dansk Jazzforbund, mens den del af samlingerne, der tilhørte Centerets leder, Arnvid Meyer, siden er købt af Det Kongelige Bibliotek.
Samlingerne ved SDUB er siden udbygget ved køb og donationer, bl.a. med de private samlinger fra Svend Asmussen og Richard Boone samt samlingen af negativer fra fotografen Ole Brask.
Samlingerne er placeret på Syddansk Universitetsbibliotek, Campusvej 55, 5230 Odense M.
Alle bøger, noder, plader, cd’er og dvd’er er ligesom alle spolebånd i Rosenkrantz', Websters og Asmussens samlinger katalogiserede, og kan findes i bibliotekets katalog. Pt. koncentreres indsatsen om registrering, digitalisering og online tilgængeliggørelse af de over 7000 fotos i samlingerne.
Samlingerne udlånes jævnligt til produktion af dokumentarfilm, fag- og forskningslitteratur og musikudgivelser mv. både nationalt og internationalt.
Gennem samarbejder med regionens central- og folkebiblioteker om bl.a. udstillinger og koncerter arbejder SDUB også vedvarende for, at den unikke kulturarv kommer ud til borgere med interesse i jazz.
Jazzsamlingerne er en del af Special Collections, som danner rammen om arbejdet med de mange særsamlinger, der gennem tiden er indlemmet i Syddansk Universitetsbibliotek.

## Udgivelse 2016

### En fotograf. En Fan. En legende.
Syddansk Universitetsbibliotek udgav i 2016 kataloget "En fotograf. En fan. En Legende". Udgivelsen indeholder udvalgte fotografier fra den unikke samling, herunder fotografen Ole Brasks ikoniske portrætter af jazzens allerstørste navne, den danske baron og jazzfan Timme Rosenkrantz’ egne private fotos samt en række hidtil upublicerede fotografier fra legenden Ben Websters private fotoalbum.

## De enkelte samlinger (pr. 1. januar 2024)

### Det Danske Jazzcenters offentlige samling
Denne del af Det Danske Jazzcenters samlinger er den, der blev anskaffet ved tildeling af midler fra det daværende Statens Musikråd. Samlingen omfatter godt 50 noder, 49 bøger, 1516 78’ere, 70 ep’er, 482 lp’er, 300 cd’er og en række tidsskrifter, hvoraf nogle ikke findes på andre danske biblioteker.
Størstedelen af samlingen består dog af godt 2600 spolebånd, 1000 kassettebånd og 500 DAT-bånd med jazzudsendelser i form af både musik og interviews tappet fra Danmarks Radio i perioden 1975-1997. Disse bånd er en uvurderlig dokumentation af, hvad der er foregået på den danske jazzscene i disse år. Hertil kommer ca. 700 videobånd tappet fra både dansk, svensk og tysk fjernsyn i perioden 1980-1997, spændende fra de gamle kortfilm til nutidige koncertoptagelser.

### Timme Rosenkrantz' Samling
Timme Rosenkrantz (1911-1969) var forfatter, jazzentusiast og –samler, foredragsholder og radiocausør. Samlingen, der er koncentreret omkring swingmusik, omfatter 1679 78’ere, 170 ep’er, 1055 lp’er, 411 acetater. 923 spolebånd og 103 bøger. Acetaterne er af unik karakter, idet de er privat skårne lakplader med optagelser, som Rosenkrantz selv foretog i New York under 2. verdenskrig med kendte musikere eller optog fra radioen.
Blandt de andre plader er mange sjældenheder, ligesom der blandt spolebåndene findes en lang række værdifulde jazzkoncerter optaget fra dansk, svensk eller amerikansk radio, som ellers ikke er bevarede. Herudover findes mange kataloger, udklip og manuskripter til radioudsendelser og artikler, samt en flot samling på over 3000 fotos af musikere og orkestre, hvoraf mange er taget af Rosenkrantz selv.

### Ben Websters Samling
Denne samling består af 45 78’ere, 211 lp’er, 12 acetater, 137 spolebånd og en enkelt bog, hvoraf alt er katalogiseret og kan findes i bibliotekets katalog. På de privat skårne lakplader (acetaterne) og spolebåndene findes nogle opsigtsvækkende optagelser delvis foretaget af Webster selv.
Herudover findes en stor samling memorabilia i form af godt 1600 dias, 20 smalfilm, 700 fotos og nogle private papirer.

### Erik Lindemanns Samling
Denne samling består af 160 kassettebånd med optagelser, som Lindemann foretog på københavnske spillesteder i perioden 1994-1995, primært med grupper, der ellers ikke findes dokumenteret på plade.

### Radio Jazz' Samling
Radio Jazz er en københavnsk nærradio, der sender flere gange ugentlig. Samlingen består af 100 spolebånd og 600 DAT-bånd med udsendelser af særlig dokumentationsværdi, f.eks. interviews og koncerter og viser på mange måder, hvad der er sket på den københavnske jazzscene, siden Radio Jazz begyndte at sende i 1987.
Siden 2006 har biblioteket ikke modtaget udsendelser fra Radio Jazz, idet det ikke har været muligt at erhverve flere DAT-bånd, ligesom stedet ikke har fundet alternative løsninger, så de fremover kan modtage deres udsendelser.
Biblioteket har en komplet samling af bladet Radio Jazz, som bl.a. registrerer og omtaler alle udsendelser.

### Svend Asmussens Samling
Fra Svend Asmussen modtog biblioteket i september 2003 en samling bestående af 14 lp’er, 33 cd’er, 25 spolebånd, 11 kassettebånd, 2 videoer, 8 bøger og 7 tidsskrifthefter plus 189 fotos og en stor samling koncertprogrammer, anmeldelser, omtaler, plakater m.m. fra hele karrieren.

### Richard Boones Samling
Fra Inga Boone, enke efter basunisten og sangeren Richard Boone, modtog biblioteket i november 2006 en stor samling, primært af privat karakter. Samlingen omfatter således mange private papirer, kontrakter og fotos foruden instrumenter, mikrofon, tasker, hatte, portrætmalerier, scrapbøger, plakater m.m. Herudover medfulgte også 2 lp’er, 24 cd’er og 10 bøger. I 2020 fulgte ca. 600 kassettebånd med private optagelser, fx demobånd og uudgivne studieindspilninger, og i 2023 den sidste del af samlingen bestående af filmoptagelser.

### Ole Brasks Samling
I 2013 modtog biblioteket rettighederne til fotograf Ole Brasks enestående fotosamling. Den danske Ole Brask (1935-2009) rejste i 1959 til New York og blev en del af byens jazzmiljø på et tidspunkt, hvor en række epokegørende jazzalbums blev udgivet. Brask forevigede med sine stemningsfulde og nærværende fotografier New Yorks jazzmiljø. Han fotograferede mennesker, der levede deres liv med jazz, og valgte ofte at gøre det i studiet eller når de øvede sig, frem for når de gav koncert. Det gav nærværende portrætter af nogle af jazzens absolutte frontfigurer, fx Count Basie, Dizzy Gillespie, Ben Webster, Louis Armstrong, Duke Ellington og Stan Getz. Biblioteket blev udvalgt til at modtage den komplette fotosamling bestående af negativer. Heraf er ca. 600 udvalgt, digitaliseret, billedbehandlet og tilføjet metadata af fotografen Jan Persson, der er en kender af såvel jazzmiljøet som af Ole Brasks samling, og som bl.a. har leveret alle fotos til Politikens udgivelse fra 2011 ”Jazz i Danmark 1950-2010”. Rettighederne tilfaldt Jazzsamlingerne på grund af stedets store indsats for formidlingen af sit jazzarkiv i form af bl.a. bogudgivelser.

### Billy Moores Samling
Billy Moore (1917-1989) var en amerikansk pianist, komponist og arrangør, som efter en karriere som arrangør for orkestre ledet af Jimmie Lunceford, Charlie Barnet, Jan Savitt og Tommy Dorsey slog sig ned i Europa i begyndelsen af 1950’erne. Her skrev han for franske orkestre og turnerede samtidig som pianist og arrangør for den kendte sanggruppe Peters Sisters indtil 1960. Efter nogle år i Berlin turnerede han med sanggruppen Delta Rhythm Boys, inden han omkring 1970 slog sig ned i København som freelance arrangør. I hans samling findes en række færdige kompositioner og arrangementer for bigband i både partitur og udskrevne stemmer, samt mange udkast til både kompositioner og arrangementer. Dertil en stor stak professionelle og private papirer og dokumenter samt arrangementer for Delta Rhythm Boys. Samlingen er klausuleret således, at den kun er til brug på læsesalen. Ønskes hjemlån skal der indhentes tilladelse fra Billy Moore’s efterladte.

### Arne Astrups Samling
Arne Astrup (1922-2005) var tenorsaxofonist, der også var diskograf, bl.a. har han publiceret diskografier om Stan Getz, Brew Moore Zoot Sims og Buddy De Franco.
Fra Little Beat Records har biblioteket fået en kasse med et par hundrede kassettebånd med musik og indtalte breve fra de sidste 40 år af hans liv, bl.a. fra basunisten Torolf Mølgaard, den norske sanger Cecil Aagaard og Victor Borge.

### Brew Moore og Lars Gullins Samling
En interessant samling af 45 fotos og forskellige udklip fra aviser og ugeblade fra perioden 1958-1976, mest om de to musikere. Brew Moore (1924-1973) var en amerikansk tenorsaxofonist, der ofte var i Danmark igennem de sidste 10 år af sit liv. Lars Gullin (1928-1976) var en svensk barytonsaxofonist, der især i begyndelsen af 1960’erne igennem længere perioder var i Danmark og ofte spillede i Jazzhus Montmartre, ofte i samspil med Brew Moore. Mange af fotografierne er private, men der er også optagelser fra både scenen og backstage i Jazzhus Montmartre. Af andre musikere er der bl.a. fotos af Bud Powell, Rolf Ericson, Otto Brandenburg, Jan Johansson, Tete Montoliu, Oscar Pettiford, og Jørgen Ryg.

### Per Olsgaard Jensens Samling
Per Olsgaard Jensen ( - ca 2012) var en odenseansk fotograf, der ofte blev brugt af de lokale musikere og bands i forbindelse med pr-fotos. Han var dog også meget aktiv ved de årlige jazzfestivals sommer og vinter  i Odense, ligesom han dokumenterede andre koncerter i byen, bl.a. på Magasinet. Samlingen omfatter et ringbind med negativer fra 1993-1998, en lang række bandfotos, men ikke mindste mange hundrede fotos fra de mange jazzkoncerter, der fandt sted i Odense fra midten af 1980’erne og op til nogle få år før hans død.

### Syddansk Universitetsbiblioteks øvrige jazzsamling
Grundet et mangeårigt samarbejde med Syddansk Musikkonservatorium, som i 1991 oprettede en rytmiske linje med fokus på jazz ved daværende 'Det Fynske Musikkonservatorium', er bibliotekets anskaffelser af jazz så omfattende, så de nu pr. 1. februar 2016 omfatter godt 900 bøger, 850 noder, 1700 78’ere, 460 ep’er, 6200 lp’er, 6450 cd’er, 179 DAT-bånd, 725 videoer og over 160 dvd'er plus en del løbende og ophørte tidsskriftrækker med blandt andet ældre danske udgivelser. Hertil kommer en samling arkivalier i form af bl.a. diverse jazzfestival- og jazzkoncertprogrammer fra ind- og udland, komplette sæt af programmer fra Jazzhus Montmartre (1983-1990), Jazzhus Sophus Ferdinand i Odense (1974-1986), Værtshuset i Odense (1971-1972), Jazzhus Dexter i Odense (1998-2010) samt Brande Boghandels postordrekataloger over jazzplader (1955-1973). Desuden har biblioteket modtaget mødereferater, breve, ansøgninger og vedtægter m.m. fra Dansk Jazzmusiker Forening (1970-1977), Ny Dansk Jazzmusiker Forening (1977-1990) og Foreningen Musik og Lys (1982-1990) samt en fin gave i form af Ole ”Fessor” Lindgreens scrapbøger (1957-2001) fra hans Big City Band i hele 13 bind.
En del af samlingen er modtaget som donationer, og biblioteket modtager gerne fortsat jazzgaver, men forbeholder sig også ret til at kassere i materialet, træffe bestemmelse om adgangen til samlingen og at overdrage materialet til andre biblioteker.

## Eksterne links
- Jazzsamlingerne ved Syddansk Universitetsbibliotek
- Syddansk Universitet
- The Ben Webster Foundation
- Billederne i Jazzsamlingerne

55°22′04.5″N 10°25′41.2″Ø / 55.367917°N 10.428111°Ø